# Élections municipales de 2001 en Outaouais
Les élections municipales québécoises de 2001 se déroulent le 4 novembre 2001. Elles permettent d'élire les maires et les conseillers de chacune des municipalités locales du Québec, ainsi que les préfets de quelques municipalités régionales de comté.

## Outaouais

### Alleyn-et-Cawood
| Poste/District             | Élu            | Type d'élection |
| -------------------------- | -------------- | --------------- |
| Maire                      | Joseph Squitti | Sans opposition |
| Taux de participation: n/a |                |                 |

### Aumond
| Poste/District             | Élu           | Type d'élection |
| -------------------------- | ------------- | --------------- |
| Maire                      | Joseph Bénard | Sans opposition |
| Taux de participation: n/a |               |                 |

### Boileau
| Poste/District             | Élu           | Type d'élection |
| -------------------------- | ------------- | --------------- |
| Maire                      | Henri Gariépy | Sans opposition |
| Taux de participation: n/a |               |                 |

### Bois-Franc
| Poste/District             | Élu            | Type d'élection |
| -------------------------- | -------------- | --------------- |
| Maire                      | Joël Branchaud | Sans opposition |
| Taux de participation: n/a |                |                 |

### Bristol
| Poste/District             | Élu            | Type d'élection |
| -------------------------- | -------------- | --------------- |
| Maire                      | John W. Graham | Sans opposition |
| Taux de participation: n/a |                |                 |

### Bryson
| Poste/District              | Élu           | Type d'élection |
| --------------------------- | ------------- | --------------- |
| Maire                       | James Stewart | Scrutin         |
| Taux de participation: 47 % |               |                 |

### Cayamant
| Poste/District              | Élu           | Type d'élection |
| --------------------------- | ------------- | --------------- |
| Maire                       | Aurèle Rochon | Scrutin         |
| Taux de participation: 61 % |               |                 |

### Chelsea
| Poste/District             | Élu         | Type d'élection |
| -------------------------- | ----------- | --------------- |
| Maire                      | Jean Perras | Sans opposition |
| Taux de participation: n/a |             |                 |

### Clarendon
| Poste/District             | Élu       | Type d'élection |
| -------------------------- | --------- | --------------- |
| Maire                      | John Lang | Sans opposition |
| Taux de participation: n/a |           |                 |

### Déléage
| Poste/District             | Élu         | Type d'élection |
| -------------------------- | ----------- | --------------- |
| Maire                      | Palma Morin | Sans opposition |
| Taux de participation: n/a |             |                 |

### Duhamel
| Poste/District              | Élu             | Type d'élection |
| --------------------------- | --------------- | --------------- |
| Maire                       | Yvon Charlebois | Scrutin         |
| Taux de participation: 50 % |                 |                 |

### Fassett
| Poste/District             | Élu             | Type d'élection |
| -------------------------- | --------------- | --------------- |
| Maire                      | Gilles Fontaine | Sans opposition |
| Taux de participation: n/a |                 |                 |

### Gatineau
| Poste/District              | Élu           | Type d'élection |
| --------------------------- | ------------- | --------------- |
| Maire                       | Yves Ducharme | Scrutin         |
| Taux de participation: 53 % |               |                 |

### Gracefield
| Poste/District             | Élu       | Type d'élection |
| -------------------------- | --------- | --------------- |
| Maire                      | Yves Côté | Sans opposition |
| Taux de participation: n/a |           |                 |

### Grand-Calumet
| Poste/District              | Élu               | Type d'élection |
| --------------------------- | ----------------- | --------------- |
| Maire                       | Paul-Émile Maleau | Scrutin         |
| Taux de participation: 72 % |                   |                 |

### Kazabazua
| Poste/District              | Élu             | Type d'élection |
| --------------------------- | --------------- | --------------- |
| Maire                       | Florian Clément | Scrutin         |
| Taux de participation: 22 % |                 |                 |

### La Pêche
| Poste/District             | Élu             | Type d'élection |
| -------------------------- | --------------- | --------------- |
| Maire                      | Robert Bussière | Sans opposition |
| Taux de participation: n/a |                 |                 |

### Lac-des-Plages
| Poste/District             | Élu             | Type d'élection |
| -------------------------- | --------------- | --------------- |
| Maire                      | Louis Venne Jr. | Sans opposition |
| Taux de participation: n/a |                 |                 |

### Lac-Sainte-Marie
| Poste/District             | Élu                | Type d'élection |
| -------------------------- | ------------------ | --------------- |
| Maire                      | Raymond Lafrenière | Sans opposition |
| Taux de participation: n/a |                    |                 |

### Lac-Simon
| Poste/District             | Élu           | Type d'élection |
| -------------------------- | ------------- | --------------- |
| Maire                      | Roland Martel | Sans opposition |
| Taux de participation: n/a |               |                 |

### Leslie-Clapham-et-Huddersfield
| Poste/District              | Élu              | Type d'élection |
| --------------------------- | ---------------- | --------------- |
| Maire                       | Terry G. Richard | Scrutin         |
| Taux de participation: 61 % |                  |                 |

### Litchfield
| Poste/District             | Élu             | Type d'élection |
| -------------------------- | --------------- | --------------- |
| Maire                      | Michael McCrank | Sans opposition |
| Taux de participation: n/a |                 |                 |

### Lochaber
| Poste/District              | Élu           | Type d'élection |
| --------------------------- | ------------- | --------------- |
| Maire                       | Georges Leduc | Scrutin         |
| Taux de participation: 77 % |               |                 |

### Lochaber-Partie-Ouest
| Poste/District             | Élu              | Type d'élection |
| -------------------------- | ---------------- | --------------- |
| Maire                      | Michel Labrecque | Sans opposition |
| Taux de participation: n/a |                  |                 |

### Low
| Poste/District             | Élu             | Type d'élection |
| -------------------------- | --------------- | --------------- |
| Maire                      | Michael Francis | Sans opposition |
| Taux de participation: n/a |                 |                 |

### Messines
| Poste/District              | Élu          | Type d'élection |
| --------------------------- | ------------ | --------------- |
| Maire                       | Ronald Cross | Scrutin         |
| Taux de participation: 56 % |              |                 |

### Montcerf-Lytton
| Poste/District              | Élu             | Type d'élection |
| --------------------------- | --------------- | --------------- |
| Maire                       | Fernand Lirette | Scrutin         |
| Taux de participation: 68 % |                 |                 |

### Montebello
| Poste/District              | Élu                 | Type d'élection |
| --------------------------- | ------------------- | --------------- |
| Maire                       | Jean-Paul Descoeurs | Scrutin         |
| Taux de participation: 50 % |                     |                 |

### Montpellier
| Poste/District              | Élu          | Type d'élection |
| --------------------------- | ------------ | --------------- |
| Maire                       | Rhéo Faubert | Scrutin         |
| Taux de participation: 64 % |              |                 |

### Mulgrave-et-Derry
| Poste/District             | Élu          | Type d'élection |
| -------------------------- | ------------ | --------------- |
| Maire                      | Michael Kane | Sans opposition |
| Taux de participation: n/a |              |                 |

### Notre-Dame-de-la-Paix
| Poste/District              | Élu         | Type d'élection |
| --------------------------- | ----------- | --------------- |
| Maire                       | Daniel Bock | Scrutin         |
| Taux de participation: 71 % |             |                 |

### Plaisance
| Poste/District             | Élu              | Type d'élection |
| -------------------------- | ---------------- | --------------- |
| Maire                      | Paulette Lalande | Sans opposition |
| Taux de participation: n/a |                  |                 |

### Portage-du-Fort
| Poste/District              | Élu            | Type d'élection |
| --------------------------- | -------------- | --------------- |
| Maire                       | Gérald Manwell | Scrutin         |
| Taux de participation: 59 % |                |                 |

### Rapides-des-Joachims
| Poste/District              | Élu         | Type d'élection |
| --------------------------- | ----------- | --------------- |
| Maire                       | Gérald Dagg | Scrutin         |
| Taux de participation: 79 % |             |                 |

### Saint-Émile-de-Suffolk
| Poste/District             | Élu            | Type d'élection |
| -------------------------- | -------------- | --------------- |
| Maire                      | Serge Carrière | Sans opposition |
| Taux de participation: n/a |                |                 |

### Saint-Sixte
| Poste/District             | Élu           | Type d'élection |
| -------------------------- | ------------- | --------------- |
| Maire                      | Vincent Leduc | Sans opposition |
| Taux de participation: n/a |               |                 |

### Sainte-Thérèse-de-la-Gatineau
| Poste/District              | Élu             | Type d'élection |
| --------------------------- | --------------- | --------------- |
| Maire                       | Roch Carpentier | Scrutin         |
| Taux de participation: 85 % |                 |                 |

### Shawville
| Poste/District             | Élu              | Type d'élection |
| -------------------------- | ---------------- | --------------- |
| Maire                      | Albert Armstrong | Sans opposition |
| Taux de participation: n/a |                  |                 |

### Val-des-Bois
| Poste/District             | Élu           | Type d'élection |
| -------------------------- | ------------- | --------------- |
| Maire                      | Marcel Proulx | Sans opposition |
| Taux de participation: n/a |               |                 |

### Waltham
| Poste/District             | Élu       | Type d'élection |
| -------------------------- | --------- | --------------- |
| Maire                      | Paul Ryan | Sans opposition |
| Taux de participation: n/a |           |                 |

### Wright
| Poste/District             | Élu         | Type d'élection |
| -------------------------- | ----------- | --------------- |
| Maire                      | Réal Rochon | Sans opposition |
| Taux de participation: n/a |             |                 |